# Australian Securities Exchange

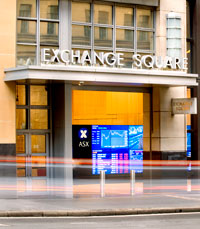

Die Australian Securities Exchange Ltd (ASX) (früher Australian Stock Exchange) ist eine australische Aktiengesellschaft mit Sitz in Sydney, welche die bedeutendste und gleichnamige Wertpapierbörse des Landes betreibt.
Die ASX wurde am 1. April 1987 durch eine Gesetzgebung des australischen Parlaments als Zusammenschluss der sechs staatlichen Wertpapierbörsen gegründet und fusionierte 2006 mit der Sydney Futures Exchange. Heute hat die ASX einen durchschnittlichen Tagesumsatz von 4,7 Milliarden AUD und eine Marktkapitalisierung von rund 1,6 Billionen AUD und gehört damit zu den 15 größten börsennotierten Börsengruppen der Welt.

## Geschichte

### Vorgeschichte (19. Jahrhundert)
Die Ursprünge der ASX gehen auf die Mitte des 19. Jahrhunderts zurück, in dem sechs separate Börsen in den Hauptstädten der australischen Bundesstaaten Melbourne (Victoria) (1861), Sydney (New South Wales) (1871), Hobart (Tasmanien) (1882), Brisbane (Queensland) (1884), Adelaide (Südaustralien) (1887) und Perth (Westaustralien) (1889) gegründet wurden. Eine weitere Börse in Launceston (Tasmanien) ging in der Börse von Hobart auf.
Im November 1903 fand anlässlich des Melbourne Cups die erste landesübergreifende Konferenz statt. Die Börsen trafen sich dann auf informeller Basis, bis 1937 die Australian Associated Stock Exchanges (AASE) mit Vertretern jeder Börse gegründet wurde. Im Laufe der Zeit legte die AASE einheitliche Börsenzulassungsregeln, Maklerregeln und Provisionssätze fest. Der Handel wurde nach einem Aufrufsystem abgewickelt, bei dem ein Börsenmitarbeiter die Namen der einzelnen Unternehmen aufrief und Makler für jedes Unternehmen Gebote oder Angebote abgaben. In den 1960er Jahren wurde dies durch ein Postsystem ersetzt. Börsenangestellte, so genannte „Chalkies“, schrieben die Gebote und Angebote mit Kreide kontinuierlich auf Tafeln und hielten die getätigten Transaktionen fest.

### Gründung und öffentliche Notierung (20. Jahrhundert)
Die ASX (Australian Stock Exchange Limited) wurde schließlich 1987 durch ein Gesetz des australischen Parlaments gegründet, das den Zusammenschluss der sechs unabhängigen Börsen ermöglichte, die zuvor in den Hauptstädten der Bundesstaaten tätig waren. Die ASX wurde so zum zentralen Handelsplatz und am 14. Oktober 1998 öffentlich notiert. Nach der Demutualisierung war die ASX die erste Börse der Welt, deren Aktien auf einem eigenen Markt notiert wurden.

### Fusion und Jüngere Geschichte (21. Jahrhundert)
Im Dezember 2006 wurde der Name von Australian Stock Exchange („ASX“) in Australian Securities Exchange („ASX“) geändert. Am 7. Juli 2006 fusionierte die Australian Stock Exchange mit der SFE Corporation, der Holdinggesellschaft der Sydney Futures Exchange. 

## Indizes
Leitindizes sind der All Ordinaries, der S&P/ASX 50 und der S&P/ASX 200. Des Weiteren gibt es noch den S&P/ASX 20 und S&P/ASX 300.

## Wertpapierbörse
Die Marktkapitalisierung aller an der Börse gelisteten Unternehmen betrug im August 2017 1.417 Milliarden US-Dollar, womit sie zu den 20 größten Börsen der Welt nach Marktkapitalisierung gehört.
Die Handelszeiten sind werktags von 7:00am bis 10:00am AEST im PreMarket und das normale Trading ist von 10:00 früh bis 4:00 Nachmittag AEST möglich.

## Mitgliedschaften
Sie ist Mitglied in 
- der World Federation of Exchanges.[6]
- Sustainable Stock Exchanges Initiative